# All Is One Is All
All Is One Is All – drugi album studyjny węgierskiej piosenkarki Boglárki „Boggie” Csemer wydany 24 października 2014 roku nakładem wytwórni Tom-Tom Records.

## Single
Pierwszym singlem promującym płytę został utwór „Fearless”, który został wydany w 2014 roku. 
Drugim singlem została piosenka „Wars for Nothing”, z którą Boggie reprezentowała Węgry w 60. Konkursie Piosenki Eurowizji organizowanym w 2015 roku.

## Lista utworów
Spis sporządzono na podstawie materiału źródłowego.
| Nr  | Tytuł utworu                | Długość |
| --- | --------------------------- | ------- |
| 1.  | „All Is One Is All” (Intro) | 0:09    |
| 2.  | „All Is One Is All”         | 3:10    |
| 3.  | „Fearless”                  | 3:46    |
| 4.  | „Mon bagage”                | 4:22    |
| 5.  | „Utazom”                    | 3:35    |
| 6.  | „Camouflage”                | 3:20    |
| 7.  | „Égbolt” (Milánem Szakonyi) | 3:54    |
| 8.  | „Say Something”             | 3:37    |
| 9.  | „Wars for Nothing”          | 3:04    |
| 10. | „Színes minden”             | 3:56    |
| 11. | „Szabadító”                 | 3:45    |
|     |                             | 36:38   |

## Notowania na listach przebojów
| Kraj  | Lista (2015)  | Najwyższe miejsce |
| ----- | ------------- | ----------------- |
| Węgry | Top 40 Albums | 5                 |